# René Maheu

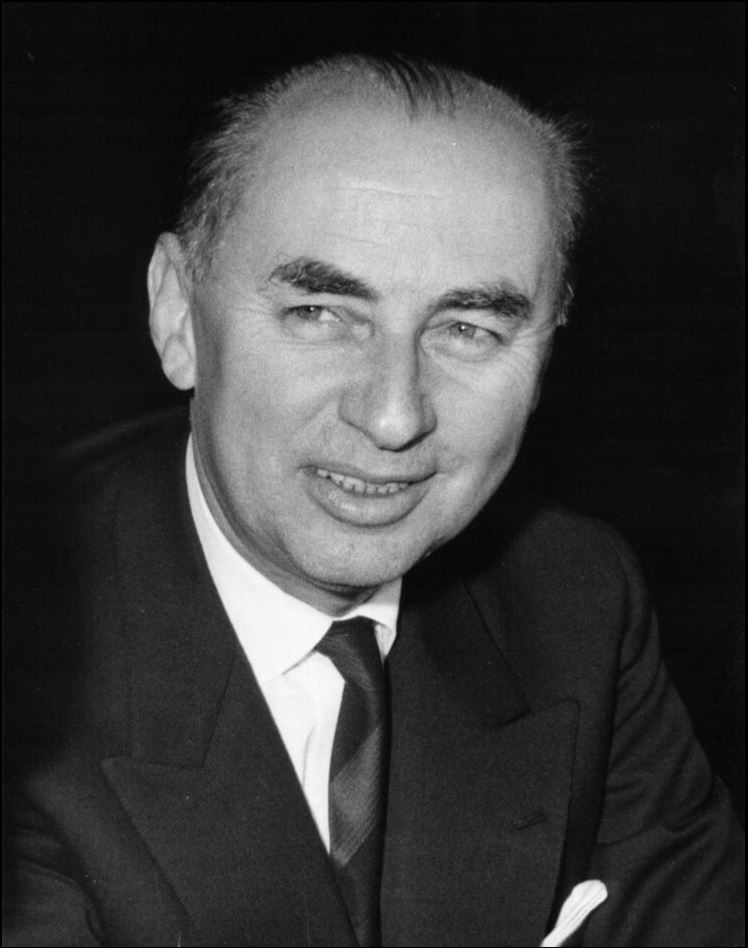
René Maheu

René Gabriel Eugène Maheu (* 28. März 1905 in Saint-Gaudens; † 19. Dezember 1975 in Paris) war ein französischer Professor der Philosophie, Diplomat und Funktionär in leitenden Positionen bei der UNESCO.
Maheu war als Philosophiedozent (u. a. 1930–1933 in Köln), als Diplomat (Kulturattaché in London 1936–1939) und zuletzt als Kabinettsmitglied des Gouverneurs von Rabat tätig. Seit 1946 übte René Maheu eine verantwortliche Funktion im UNESCO-Sekretariat aus. Er begann als Direktor der Abteilung Freier Informationsfluss, war ab 1949 Kabinettschef von Generaldirektor Jaime Torres Bodet, wurde 1954 Beigeordneter Generaldirektor, vertrat die UNESCO von 1954 bis 1958 bei der UNO in New York und wurde 1959 zum Stellvertretenden Generaldirektor berufen. Amtierender Generaldirektor vom 5. Juni 1959 bis 10. September 1959 und vom 7. Juni 1961 bis 14. November 1962, Generaldirektor vom 15. November 1962 bis 14. November 1974 (zwei Mandatsperioden).  Maheu vereinte nach Auffassung vom Zeitzeugen alle für das Amt eines Generaldirektors benötigten grundlegenden Eigenschaften und Fähigkeiten: großes intellektuelles Verständnis, außerordentliche diplomatische Fähigkeiten und höchste Kompetenz in der komplexen Administration. Daher wurde er häufig Monsieur UNESCO genannt.
Es war seine Absicht mit der UNESCO einen neuen Humanismus, eine unpolitische Ethik zu verbreiten. Zahlreiche Schriften wurden von ihm zu allen Bereichen der UNESCO-Tätigkeit hinterlassen. Insbesondere bemühte er sich um die Erhaltung des Welterbes. Unter seiner Leitung wurde das Sekretariat in mehreren Etappen reformiert.